# Cresta mitocondrial

Estructura del Mitocondri:
1) Membrana Interna
2) Membrana Externa
3) Crestes mitocondrials
4) Matriu

Les crestes mitocondrials (cresta en singular) són replecs interns de la membrana mitocondrial interna que defineixen d'alguna manera, compartiments a la matriu mitocondrial. En ella hi trobem incrustades nombroses proteïnes, incloent l'ATP sintasa i diversos citocroms. El màxim de superfície aconseguida pot existir gràcies l'addició d'una membrana que l'engloba, la membrana mitocondrial externa apareguda amb l'endosimbiosi. La membrana externa original del bacteri esdevingué la membrana mitocondrial interna que es plegà per formar les crestes al voltant del citoplasma original que anomenem matriu. Les crestes al voltant de la matriu proporcionen una major superfície on tenir lloc les nombroses i importants reaccions que tenen lloc al mitocondri. Això permet que tingui lloc la respiració cel·lular (respiració aeròbica, ja que el mitocondri requereix oxigen, com a acceptor final de la transferència d'electrons al llarg de la cadena respiratòria).
Sense l'existència de les crestes, que proporcionen un augment notable de la superfície útil, la membrana mitocondrial interna es veuria reduïda a una única i simple esfera i menys espai disponible per a les reaccions. En tal cas, l'eficiència de les reaccions seria d'altra banda molt més baixa. Per tant, les crestes són necessàries per al correcte funcionament mitocondrial.